# Villavallelonga
Villavallelonga település Olaszországban, Abruzzo régióban, L’Aquila megyében. Lakosainak száma 830 fő (2023. január 1.). Villavallelonga Balsorano, Campoli Appennino, Lecce nei Marsi, Pescosolido, Collelongo és Pescasseroli községekkel határos.

## Népesség
A település lakossága az elmúlt években az alábbi módon változott:
| Lakosok száma | 896  | 879  | 830  |
|               | 2017 | 2018 | 2023 |